# Crèvecœur (fort)

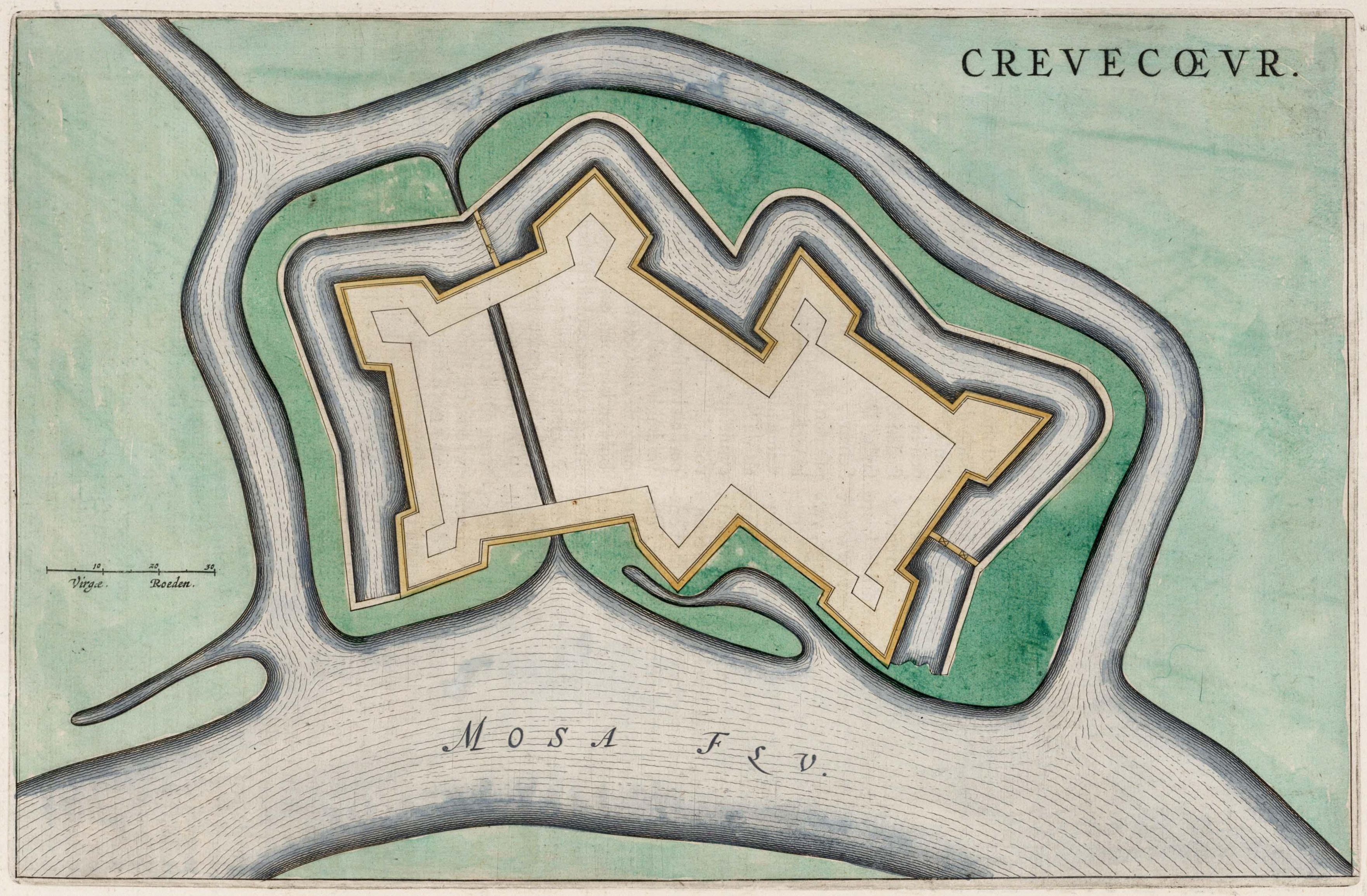
Le fort Crèvecœur dans l'Atlas van Loon, 1649.

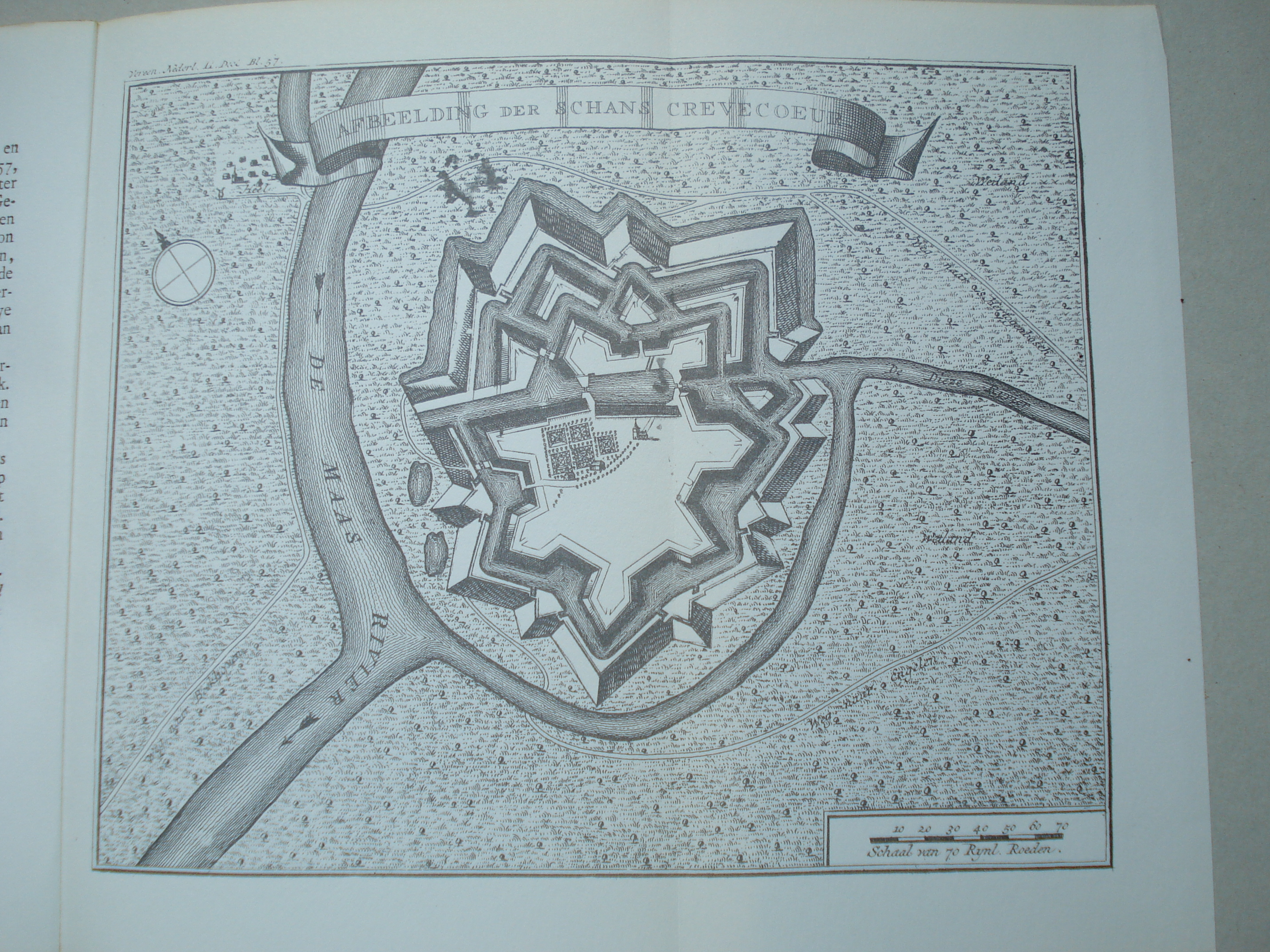
Le fort Crèvecœur, vers 1740 d'après Isaak Tirion, indiquant la Meuse et la Dieze

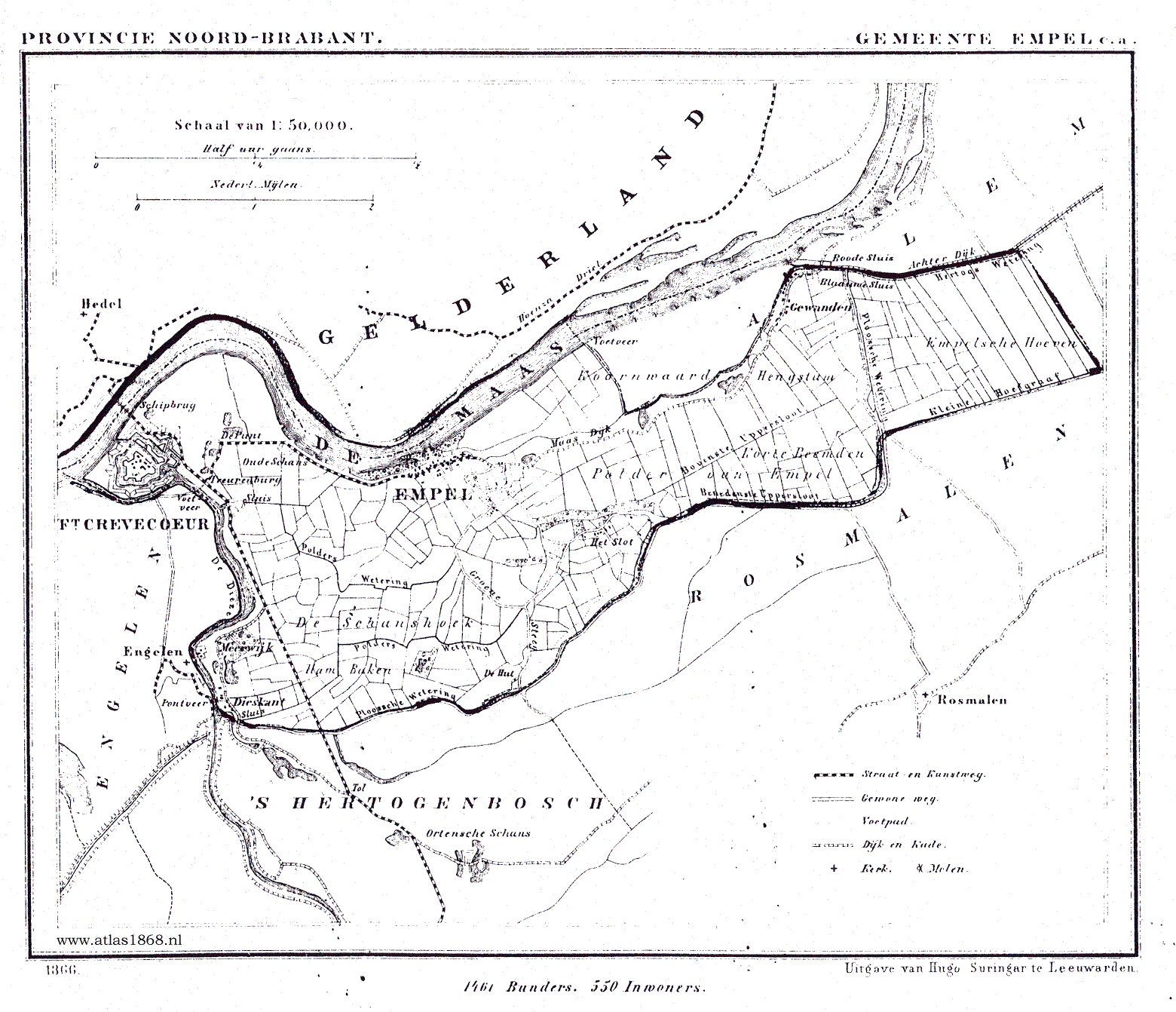
Ancienne carte d'Empel et de Meerwijk de 1865 tirée de l'"Atlas des communes des Pays-Bas" de J.Kuyper, avec sur la gauche, le fort Crèvecœur

Crèvecœur ou Crève-cœur est un terrain d’entraînement militaire des Pays-Bas situé dans la commune de Bois-le-Duc. Il se situe dans la province du Brabant-Septentrional, au sud de la limite avec la province de Gueldre.

## Fort Crèvecœur

### Guerre de 80 ans
Le fort Crèvecœur fut fondé en 1587 durant la guerre de Quatre-Vingts Ans alors qu'une première bataille (encore non identifiée) de l'armée hollandaise sous le commandement de Philippe von Hohenlohe s'y déroula pour le contrôle du trafic fluvial de la Dieze.
Bien qu'il puisse être retrouvé sous la forme d'un hameau sur les anciennes cartes, il n'en a rien été, mais malgré cela, il y eut bien la présence d'une église à cet endroit.
Sur les cartes se trouvent souvent le nom : Fort Crèvecœur, et aujourd'hui ce lieu peut être uniquement reconnu grâce au barrage du même nom qui se trouve là.
Il se situe à l'endroit où la Dieze rejoint la Meuse, ce qui permettait d'entraver le trafic fluvial de Bois-le-Duc vers le nord.
D'où, selon le Dictionnaire géographique de A.J. Van der Aa en 1841, son nom de "Fort Hartepijn" (fort Douleur du cœur).
Une autre histoire voudrait que le nom fasse référence au commandant espagnol Claude de Berlaymont, seigneur de Haultpenne, qui fut touché mortellement en juillet 1587.
Cependant, c'est fort improbable parce que crève cœur était un nom communément utilisé pour les fortifications qui causait des dégâts aux villes ennemies proches en leur permettant de perdurer.
Durant les années 1589-1590, l'endroit changea plusieurs fois de main pour rester finalement dans le giron des Provinces-Unies, malgré une tentative de conquête par Pierre-Ernest Ier de Mansfeld en 1593.
Cela changea en 1599 lorsque les espagnols conquirent la place et en firent une véritable forteresse.
Le 14 mars 1600, Maurice d'Orange apprenant l'occupation wallonne de cette forteresse (une force d'environ 100 hommes) et du Fort St André, qui n'avait pas reçu de renfort depuis de nombreux mois, paya 125 000 florins pour faire basculer les garnisons dans le camp des Provinces-Unies.
Maurice agrandit le fort avec 7 bastions; de 1601 à 1603, il servit de base pour des attaques futiles sur Bois-le-Duc.
C'est à cette période que le nom "Crève-cœur" apparut.
La forteresse, après le siège de Bois-le-Duc de 1629, alors qu'elle servit de port pour les envahisseurs, fut utilisée pour la défense nord de la cité.

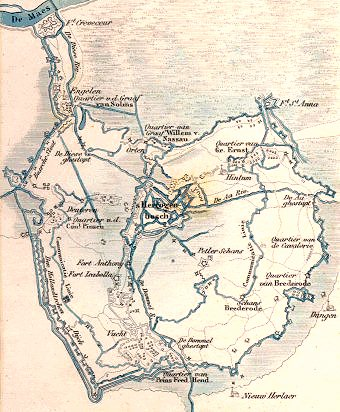
Situation de Bois-le-Duc en 1629 avec le fort Crève-cœur au Nord-ouest.

### Guerre de Hollande
Durant la guerre de Hollande, le fort, dont l'état était plutôt négligé, se rendit aux troupes françaises sous le commandement de Turenne, le 19 juillet 1672, après sept jours de siège ; cependant, la ville de Bois-le-Duc résista.
En 1673, les Français s'en allèrent et firent sauter le fort avec 500 livres de poudre.
Les États généraux des Provinces-Unies considérant pour le futur, que cette construction serait plus une menace qu'une protection pour Bois-le-Duc, ils ordonnèrent de le raser.
Cela se déroula en 1674 : des fermiers furent solliciter dans tout le bailliage de Bois-le-Duc pour atteindre cet objectif, mais ils ne furent que très peu, dans un premier temps, à répondre à l'appel en raison d'un temps de voyage très long (dû à l'importante étendue des terres concernées) et que le territoire appartenait au comté de Hollande; mais finalement, sous la contrainte d'amendes, le travail fut enfin réalisé.

### Extension
En 1701, cependant, il fut décidé qu'un fort était nécessaire pour réguler les inondations et un plan fut établi par Menno van Coehoorn.
En raison du coût important et de la résistance des propriétaires terriens, cette réalisation s'acheva en 1735 mais dans des proportions réduites au projet initial.
Le fort avait sept bastions répondant aux noms suivants dans le sens contraire des aiguilles d'une montre : Empel, Heel (ancien nom de Hedel), Maase (La Meuse), Boeckhoven (ancien nom de Bokhoven), Henriette, Engelen et Dies.
Seule la petite église, vestige du fort de 1674, est conservée.
En 1746, les écluses du Dieze pour lesquels le fort s'élevait, étaient prêtes.
Après l'invasion française de 1747, le fort n'est plus entretenu; le 27 septembre 1794, il fut remis aux troupes françaises menées par Jean-Charles Pichegru après un court siège; le 14 décembre 1813, la garnison française s'est rendue aux Alliés de la coalition.
Durant la présence française le fort fut tout autant négligé, à tel point, qu'en 1815, un nouveau projet de rénovation totale fut décidé.
Cependant, le manque d'argent empêcha sa réalisation.
En 1842, le besoin de consolidation était évident; après la séparation de la Belgique, Bois-le-Duc devenant la place de garnison de l'Infanterie du Sud, des fonds furent alloués pour les fortifications.

### Rénovation
De 1858 à 1860 le fort fut complètement rénové pour un montant de 55 500 florins.
En 1870, il fut renforcé à cause de la menace du conflit franco-allemand.
En 1874, deux nouvelles batteries, à l'Est, furent érigées à cause de la nouvelle ligne de chemin de fer entre Utrecht et Boxtel (ligne H), bloquant la ligne de tir.
En 1890, le canal Dieze fut ouvert et la capacité de régulation du niveau de l'eau à partir du fort fut beaucoup limitée.
Le 28 mai 1926, le statut de forteresse du fort fut annulé par décret royal.
En 1937, les deux bastions et la colline, tous situés à l'Est, furent percés pour le passage de l'autoroute Bois-le-Duc - Hedel.
Cette même année, le pont de Hedel sur la Meuse fut aussi mis en service.

### Seconde guerre mondiale
En mai 1940, une unité de l'armée de l'air, la 159e batterie de la 9e compagnie-mitrailleurs y fut installée.
Un peu plus tard, toujours en 1940, sous l'occupation allemande, le bastion Hedel fut creusé lorsqu'un pont fut construit après la destruction du pont routier de Hedel (par les autorités néerlandaises pour retarder l'avance allemande).
Les troupes allemandes y installèrent des batteries anti-aériennes en 1944; le 8 décembre 1944 seulement, le fort, tête de pont allemande sur la Meuse, fut conquis par les canadiens.

## Terrain d’entraînement
Après la guerre, le fort est utilisé pour des exercices par le corps du Génie.
Le canal et les écluses furent modifiés et démantelés.
Il constituait un port sur la Meuse (vestige du canal) et un port distinct de l'autre côté de l'autoroute Bois-le-Duc - Hedel.
Pendant la guerre froide, un passage au-dessus de la Meuse, au niveau du fort, fut élaboré dans le cas où le pont à Hedel serait détruit par l'ennemi.
Dans le but de procurer un abri contre les observations aériennes pour les longues files de véhicules de transport, qui devaient attendre pour pouvoir utiliser le pont de secours, il fut autorisé d'aménager le terrain, autant que possible, avec la création d'une véritable forêt d'arbres et de buissons.
Au début des années 1990, ils furent détruits dans la majorité; la zone intérieure est maintenant principalement un terrain nu.
À ce jour, il y a plusieurs projets envisagés pour une restauration complète du lieu.
La Dieze passe à travers la forteresse; de nos jours, le canal sud qui a été creusé et qui a été abandonné un temps, est utilisé comme lit de la Dieze.
On trouve à cet endroit, un barrage qui régule le flot de drainage de la presque totalité de l'Est-Brabant.

## Galerie

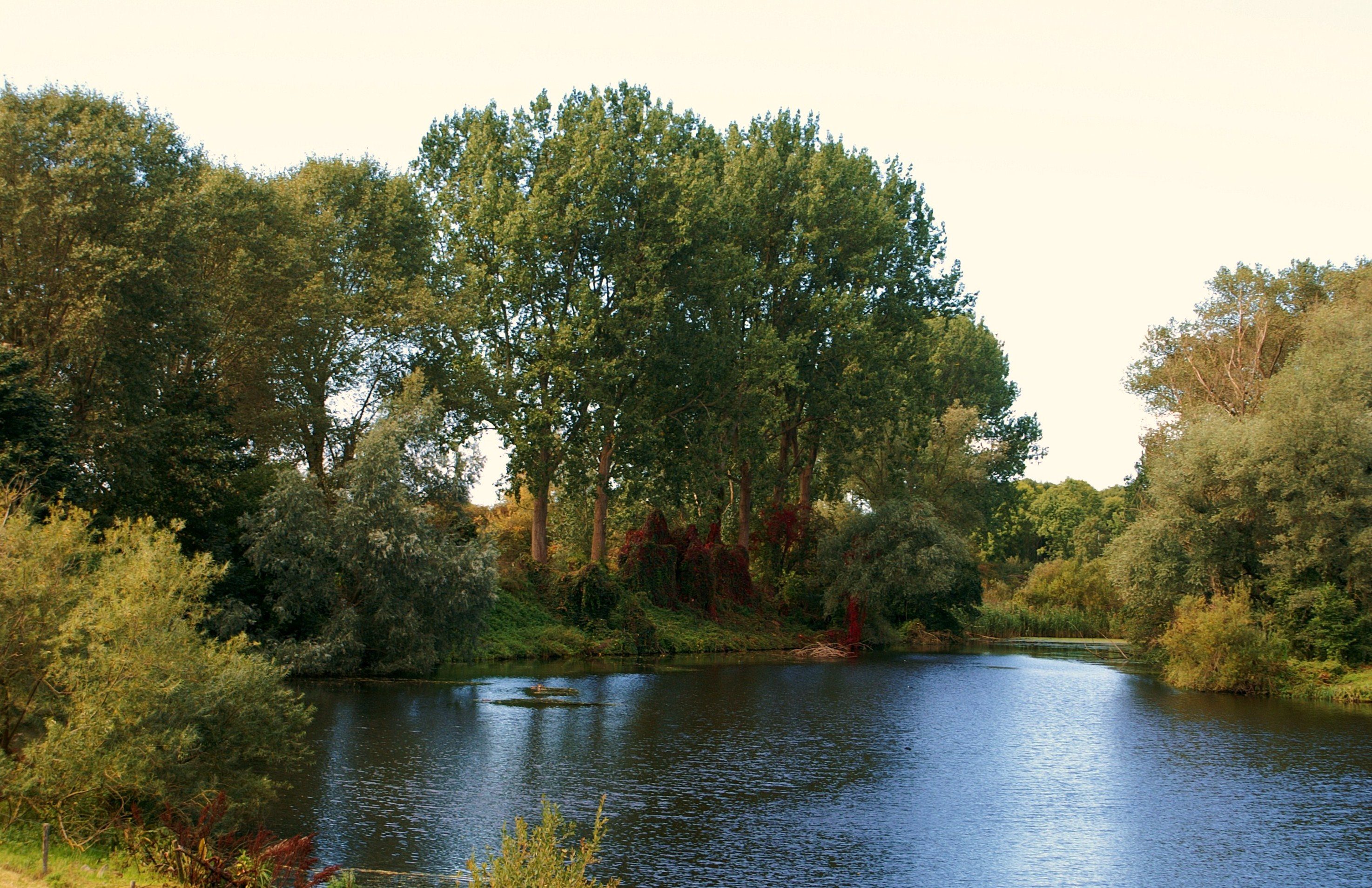
Aperçu du fort Crèvecœur au 25 septembre 2010.
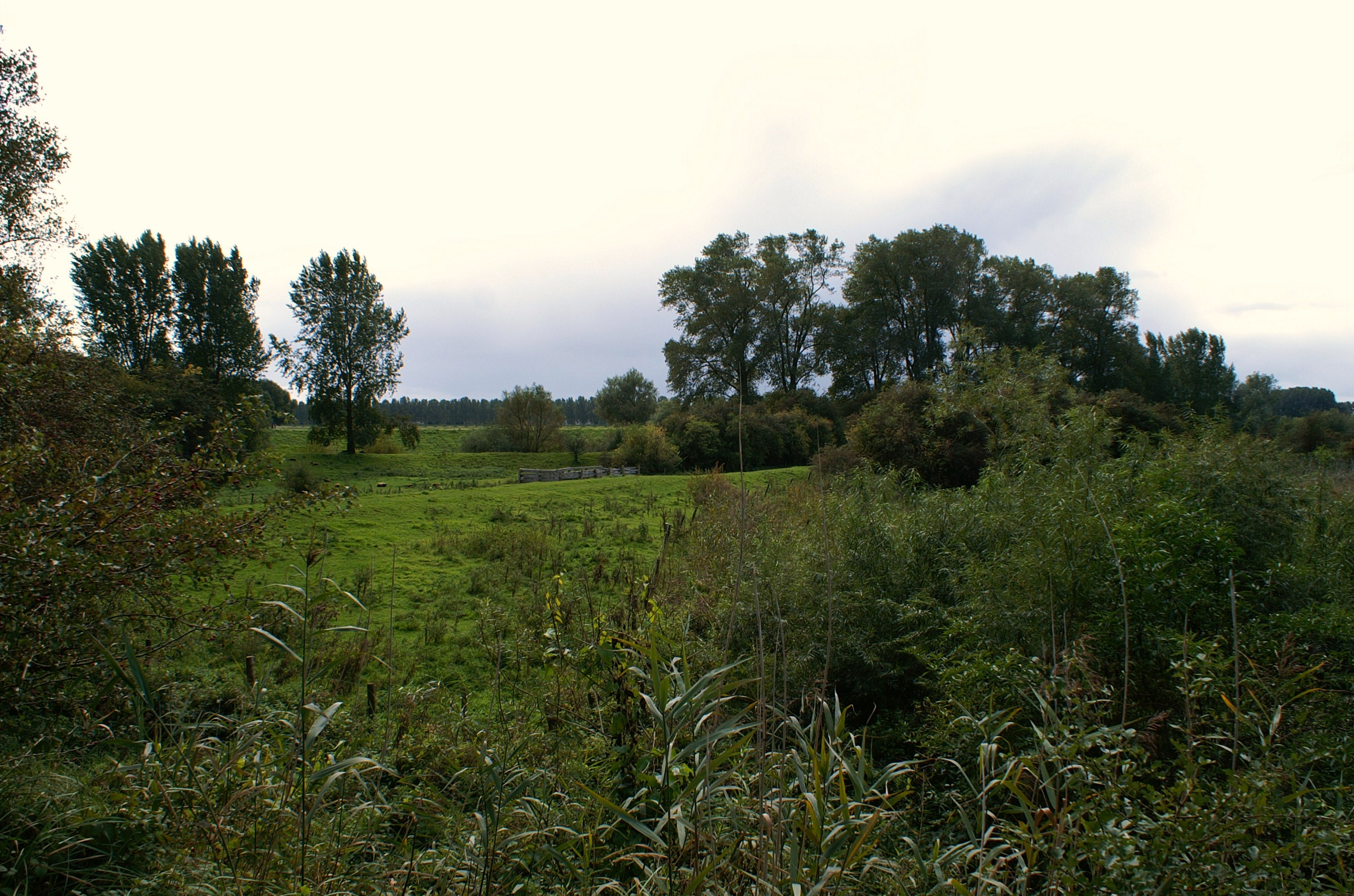
Autre aperçu du fort Crèvecœur au 25 septembre 2010.
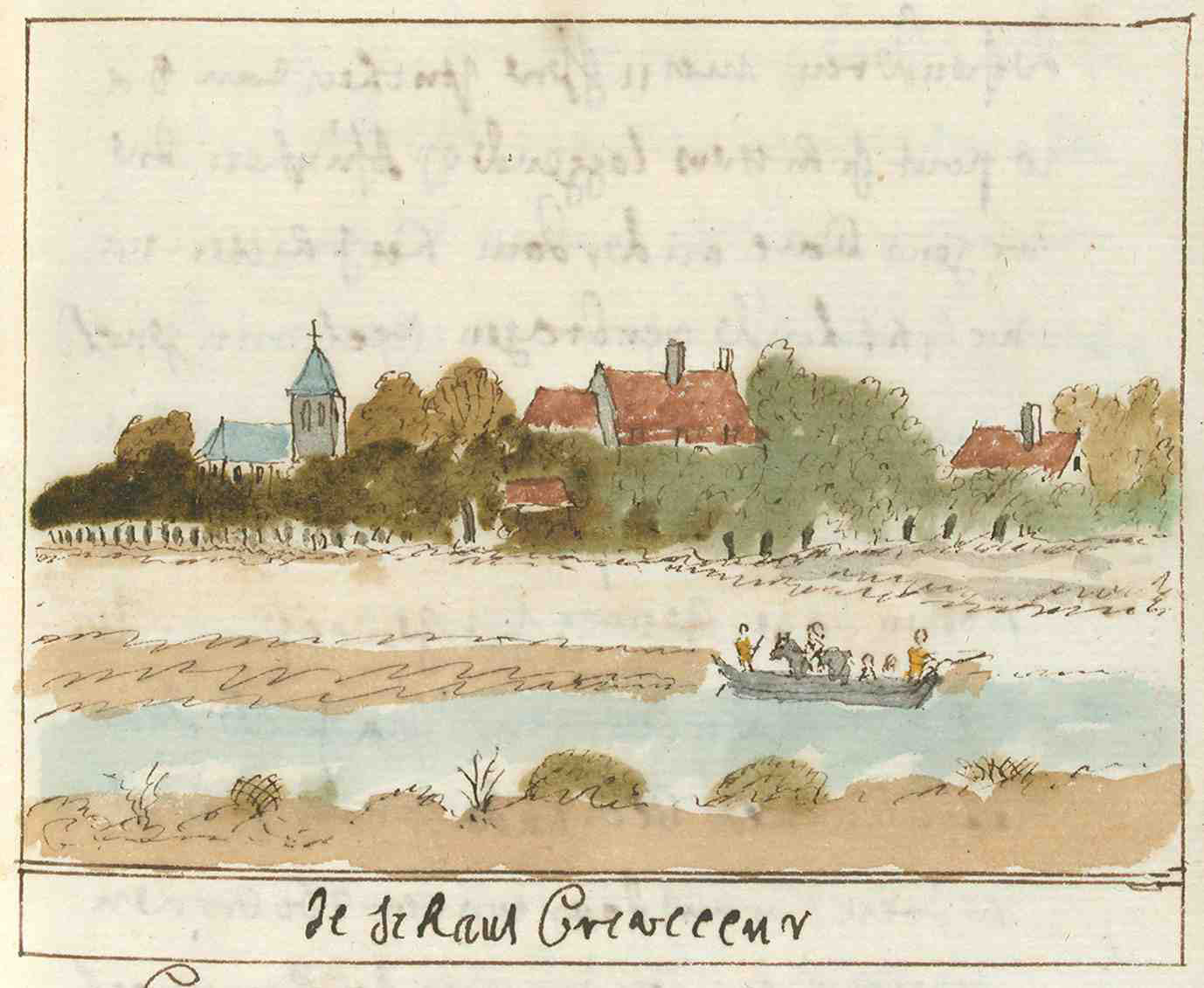
Aperçu du fort au XVIIIe siècle dans l'"Atlas Schoemaker" (1710) localisé en Gueldre.
Le fort Crèvecœur (vignette centrale) d'après Lambert van den Bos (dit Lambertus Silvius) (1610-1698) dans "Schauplatz-des-Krieges", 1675.
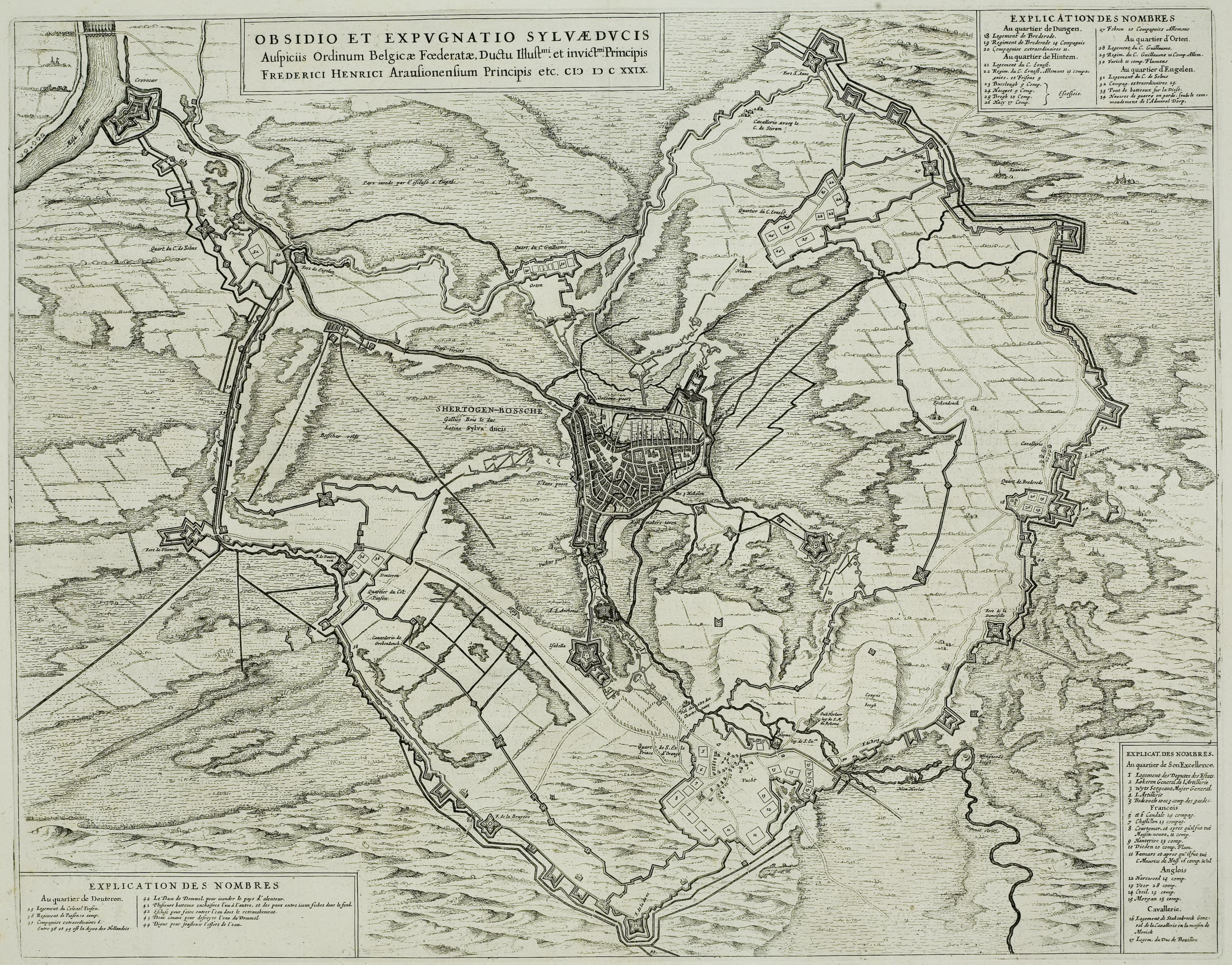
Le fort Crèvecœur (en haut à gauche) lors du siège de Bois-le-Duc de 1629 d'après Joan Blaeu (1596-1673), 1649.
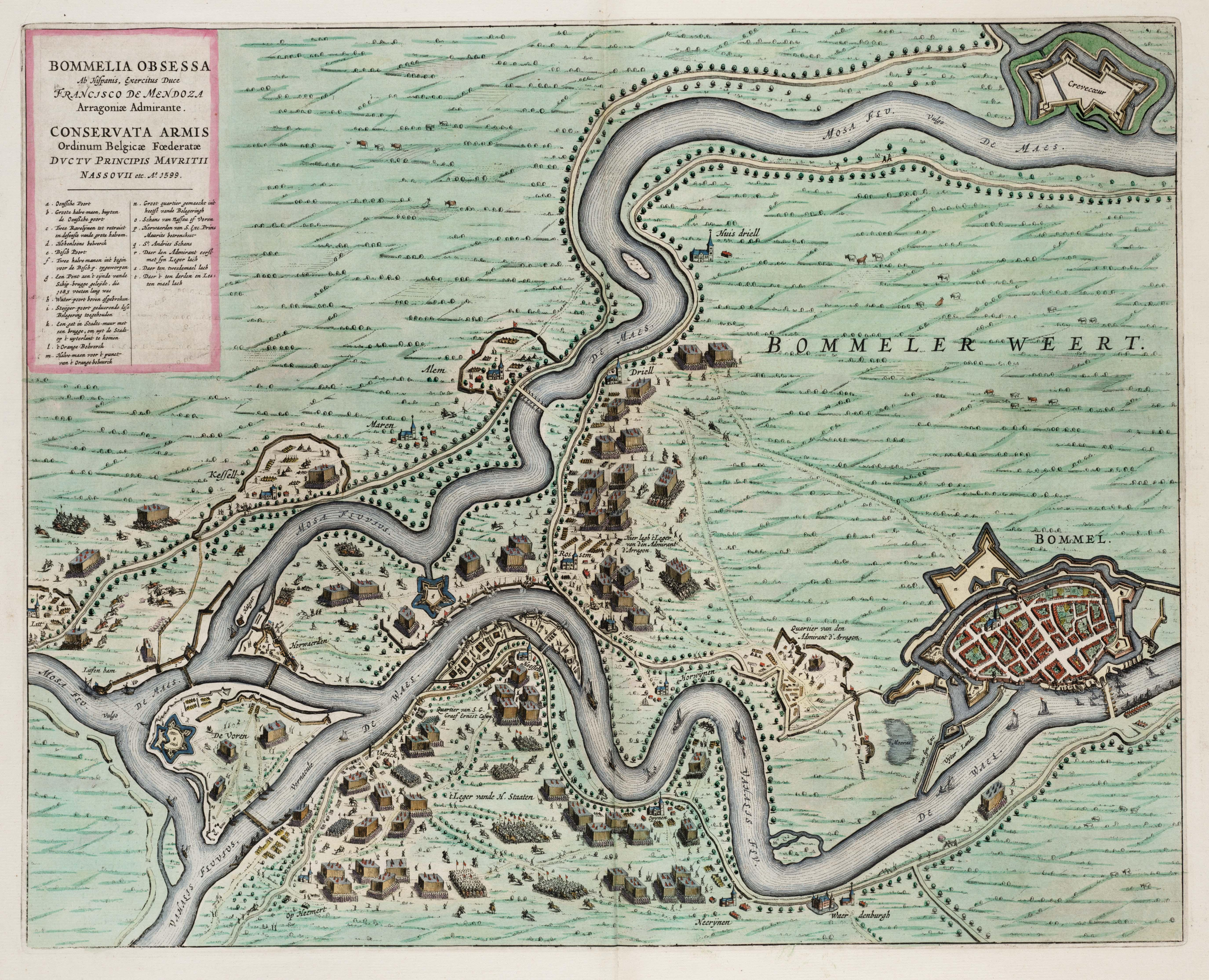
Le fort Crèvecœur (en haut à droite) sur la rive de la Meuse, lors du siège de Zaltbommel de 1599 dans l'Atlas van Loon, 1649.
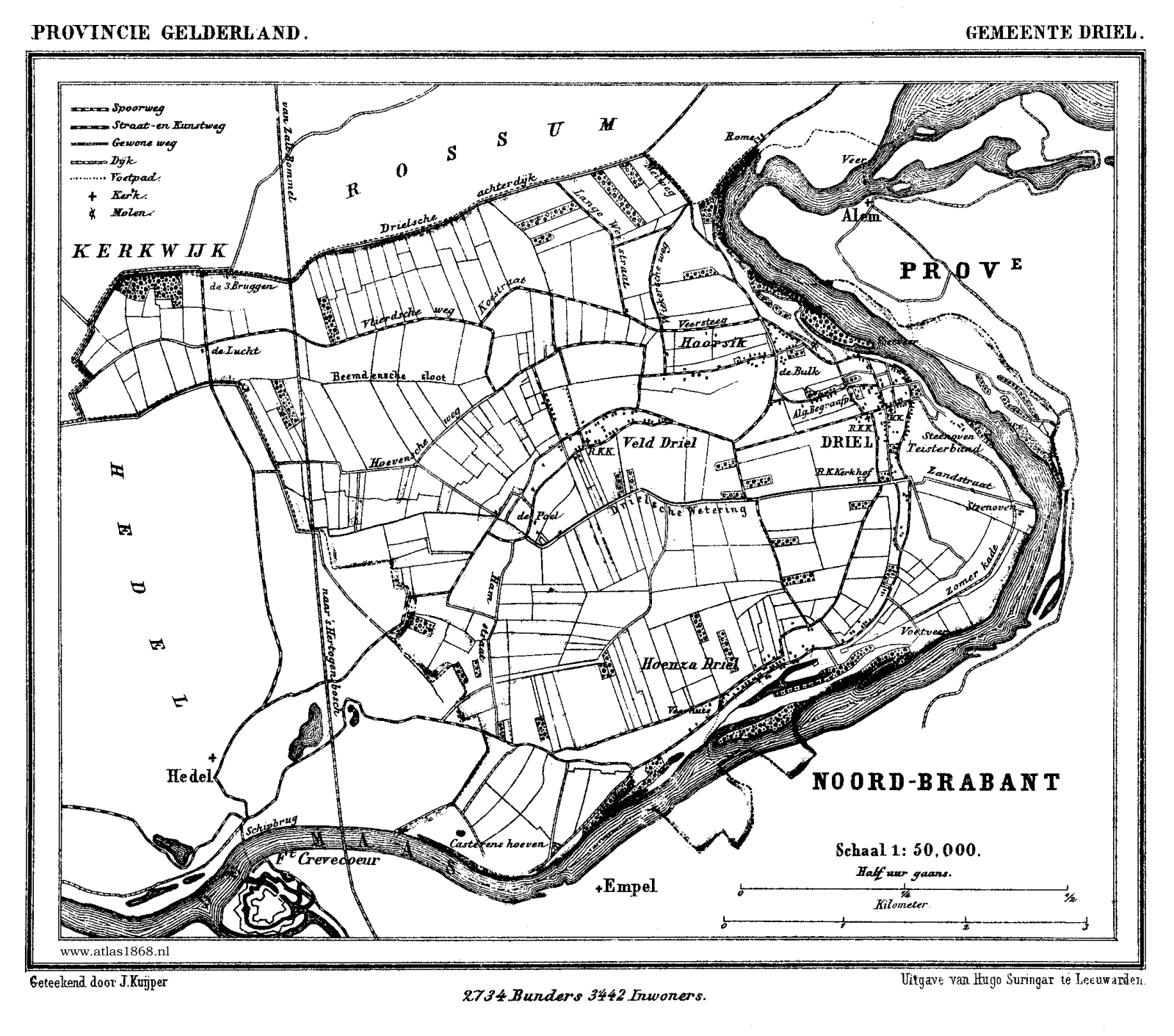
Le fort Crèvecœur (en bas à gauche) sur la rive de la Meuse carte de Kerkdriel tirée de Gemeente Atlas van Nederland (Atlas des communes des Pays-Bas), J. Kuyper 1865-1870.
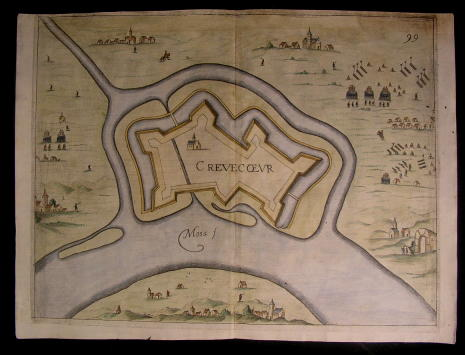
Le fort Crèvecœur d'après Gualdo Priorato (1606-1678).

## Littérature
- H.J.Bruggeman et Wim van den Oord, 1992, Rondom Crèvecoeur.